# Nazr Mohammed
Nazr Tahiru Mohammed (Chicago, 5 settembre 1977) è un ex cestista statunitense, di origini ghanesi, professionista nella NBA.

## Carriera

### Al college
Dal 1995 al 1998 Mohammed frequenta l'Università del Kentucky, negli anni d'oro dell'ateneo durante il quale i Wildcats (che oltre a Mohammed annoverano fra le loro file giocatori quali Antoine Walker, Walter McCarty, Derek Anderson e Ron Mercer) vincono due finali nazionali NCAA, nel 1996 e 1998. Dopo il secondo titolo, Mohammed passa ai professionisti della NBA partecipando al Draft 1998.

### Nella NBA
Al draft viene chiamato dagli Utah Jazz con la ventinovesima scelta, ma i suoi diritti vengono subito ceduti ai Philadelphia 76ers. Le sue prime stagioni coi Sixers sono poco brillanti (il roster dei Sixers presenta già l'All-Star Theo Ratliff e Matt Geiger nella posizione di centro). Nel 2001 è proprio Ratliff ad infortunarsi, e la dirigenza dei Sixers, per mantenere alta la competitività della squadra (che raggiungerà quell'anno la finale NBA), porta a Philadelphia il centro Dikembe Mutombo con uno scambio che spedisce Mohammed agli Atlanta Hawks.

## Statistiche

### College
| Anno       | Squadra           | PG | PT | MP   | TC%  | 3P% | TL%  | RP  | AP  | PRP | SP  | PP   |
| ---------- | ----------------- | -- | -- | ---- | ---- | --- | ---- | --- | --- | --- | --- | ---- |
| 1995-1996† | Kentucky Wildcats | 16 | 0  | 5,5  | 44,8 | -   | 45,8 | 1,5 | 0,2 | 0,3 | 0,5 | 2,3  |
| 1996-1997  | Kentucky Wildcats | 39 | 12 | 15,8 | 51,0 | 0,0 | 50,6 | 5,8 | 0,3 | 0,8 | 1,3 | 7,9  |
| 1997-1998† | Kentucky Wildcats | 39 | 27 | 21,0 | 59,7 | -   | 65,2 | 7,2 | 0,7 | 0,9 | 1,9 | 12,0 |
| Carriera   | Carriera          | 94 | 39 | 16,2 | 55,3 | 0,0 | 58,1 | 5,7 | 0,5 | 0,8 | 1,4 | 8,7  |

### NBA

#### Regular Season
| Anno       | Squadra            | PG    | PT  | MP   | TC%  | 3P% | TL%  | RP  | AP  | PRP | SP  | PP   |
| ---------- | ------------------ | ----- | --- | ---- | ---- | --- | ---- | --- | --- | --- | --- | ---- |
| 1998-1999  | Philadelphia 76ers | 26    | 0   | 4,7  | 35,7 | -   | 57,1 | 1,4 | 0,1 | 0,2 | 0,2 | 1,6  |
| 1999-2000  | Philadelphia 76ers | 28    | 3   | 6,8  | 38,9 | -   | 54,5 | 1,8 | 0,1 | 0,1 | 0,4 | 1,9  |
| 2000-2001  | Philadelphia 76ers | 30    | 3   | 6,5  | 46,6 | -   | 50,0 | 1,8 | 0,1 | 0,2 | 0,2 | 3,2  |
| 2000-2001  | Atlanta Hawks      | 28    | 19  | 25,6 | 48,0 | 0,0 | 76,5 | 9,0 | 0,6 | 0,8 | 1,0 | 12,3 |
| 2001-2002  | Atlanta Hawks      | 82    | 73  | 26,4 | 46,1 | 0,0 | 61,7 | 7,9 | 0,4 | 0,8 | 0,7 | 9,7  |
| 2002-2003  | Atlanta Hawks      | 35    | 0   | 12,7 | 42,1 | -   | 63,4 | 3,7 | 0,2 | 0,5 | 0,6 | 4,6  |
| 2003-2004  | Atlanta Hawks      | 53    | 1   | 17,7 | 49,3 | -   | 62,7 | 5,0 | 0,4 | 0,4 | 0,5 | 6,5  |
| 2003-2004  | N.Y. Knicks        | 27    | 23  | 24,9 | 56,3 | -   | 52,5 | 7,7 | 0,6 | 1,2 | 0,9 | 9,1  |
| 2004-2005† | N.Y. Knicks        | 54    | 54  | 28,1 | 50,9 | 0,0 | 70,8 | 8,1 | 0,5 | 1,0 | 1,0 | 10,9 |
| 2004-2005† | San Antonio Spurs  | 23    | 5   | 18,0 | 38,7 | -   | 57,1 | 6,4 | 0,3 | 0,2 | 1,4 | 6,2  |
| 2005-2006  | San Antonio Spurs  | 80    | 30  | 17,4 | 50,4 | -   | 78,5 | 5,2 | 0,5 | 0,3 | 0,6 | 6,2  |
| 2006-2007  | Detroit Pistons    | 51    | 33  | 15,2 | 53,2 | -   | 61,0 | 4,5 | 0,2 | 0,5 | 0,8 | 5,6  |
| 2007-2008  | Detroit Pistons    | 21    | 0   | 10,9 | 47,5 | 0,0 | 43,3 | 3,5 | 0,3 | 0,3 | 0,4 | 3,3  |
| 2007-2008  | Charlotte Bobcats  | 61    | 29  | 23,3 | 52,0 | -   | 61,7 | 6,9 | 1,1 | 0,6 | 0,9 | 9,3  |
| 2008-2009  | Charlotte Bobcats  | 39    | 1   | 8,7  | 40,6 | -   | 55,0 | 2,0 | 0,2 | 0,1 | 0,4 | 2,7  |
| 2009-2010  | Charlotte Bobcats  | 58    | 29  | 17,0 | 55,3 | -   | 64,8 | 5,2 | 0,5 | 0,3 | 0,7 | 7,9  |
| 2010-2011  | Charlotte Bobcats  | 51    | 30  | 16,7 | 50,2 | 0,0 | 59,1 | 4,9 | 0,3 | 0,3 | 0,9 | 7,3  |
| 2010-2011  | Oklahoma Thunder   | 24    | 7   | 17,9 | 57,3 | -   | 62,5 | 4,8 | 0,3 | 0,7 | 0,4 | 6,9  |
| 2011-2012  | Oklahoma Thunder   | 63    | 1   | 11,0 | 46,7 | 0,0 | 56,5 | 2,7 | 0,2 | 0,3 | 0,6 | 2,7  |
| 2012-2013  | Chicago Bulls      | 63    | 12  | 11,0 | 36,7 | 0,0 | 72,3 | 3,1 | 0,4 | 0,3 | 0,5 | 2,6  |
| 2013-2014  | Chicago Bulls      | 80    | 1   | 7,0  | 42,9 | -   | 53,3 | 2,2 | 0,3 | 0,2 | 0,4 | 1,6  |
| 2014-2015  | Chicago Bulls      | 23    | 0   | 5,6  | 43,3 | -   | 33,3 | 1,7 | 0,1 | 0,2 | 0,2 | 1,2  |
| 2015-2016  | Oklahoma Thunder   | 5     | 0   | 3,8  | 60,0 | -   | 100  | 0,8 | 0,0 | 0,0 | 0,0 | 1,6  |
| Carriera   | Carriera           | 1.005 | 354 | 15,8 | 48,6 | 0,0 | 64,0 | 4,7 | 0,4 | 0,4 | 0,6 | 5,8  |

#### Playoffs
| Anno     | Squadra            | PG | PT | MP   | TC%  | 3P%  | TL%  | RP  | AP  | PRP | SP  | PP   |
| -------- | ------------------ | -- | -- | ---- | ---- | ---- | ---- | --- | --- | --- | --- | ---- |
| 1999     | Philadelphia 76ers | 3  | 0  | 1,0  | -    | -    | -    | 0,0 | 0,0 | 0,0 | 0,0 | 0,0  |
| 2004     | N.Y. Knicks        | 4  | 4  | 24,3 | 50,0 | -    | 68,8 | 5,8 | 0,3 | 1,5 | 0,8 | 10,3 |
| 2005†    | San Antonio Spurs  | 23 | 23 | 23,0 | 52,8 | 100  | 63,8 | 6,7 | 0,3 | 0,6 | 1,0 | 7,1  |
| 2006     | San Antonio Spurs  | 8  | 3  | 11,8 | 73,3 | 100  | 72,2 | 3,9 | 0,1 | 0,4 | 0,8 | 4,5  |
| 2007     | Detroit Pistons    | 2  | 0  | 3,0  | 50,0 | -    | 100  | 1,5 | 0,0 | 0,0 | 0,0 | 2,5  |
| 2010     | Charlotte Bobcats  | 4  | 0  | 12,0 | 57,9 | -    | 66,7 | 2,0 | 0,5 | 0,3 | 0,5 | 6,0  |
| 2011     | Oklahoma Thunder   | 14 | 0  | 10,6 | 41,2 | -    | 40,0 | 2,3 | 0,0 | 0,3 | 0,4 | 2,3  |
| 2012     | Oklahoma Thunder   | 8  | 0  | 10,4 | 50,0 | -    | 50,0 | 2,0 | 0,1 | 0,0 | 0,4 | 2,3  |
| 2013     | Chicago Bulls      | 12 | 0  | 9,5  | 51,2 | -    | 57,1 | 2,7 | 0,3 | 0,2 | 0,6 | 3,8  |
| 2014     | Chicago Bulls      | 2  | 0  | 2,5  | 0,0  | -    | -    | 1,0 | 0,0 | 0,0 | 0,0 | 0,0  |
| 2015     | Chicago Bulls      | 3  | 0  | 4,7  | 28,6 | 0,0  | -    | 1,7 | 0,0 | 0,0 | 0,3 | 1,3  |
| 2016     | Oklahoma Thunder   | 5  | 0  | 2,0  | 50,0 | -    | -    | 0,6 | 0,0 | 0,0 | 0,2 | 0,4  |
| Carriera | Carriera           | 88 | 30 | 13,1 | 51,4 | 66,7 | 63,9 | 3,5 | 0,2 | 0,3 | 0,6 | 4,2  |

## Palmarès
- 2 volte campione NCAA (1996, 1998)
- Campionato NBA: 1

San Antonio Spurs: 2005